# Cuevas de la Huesa Tacaña

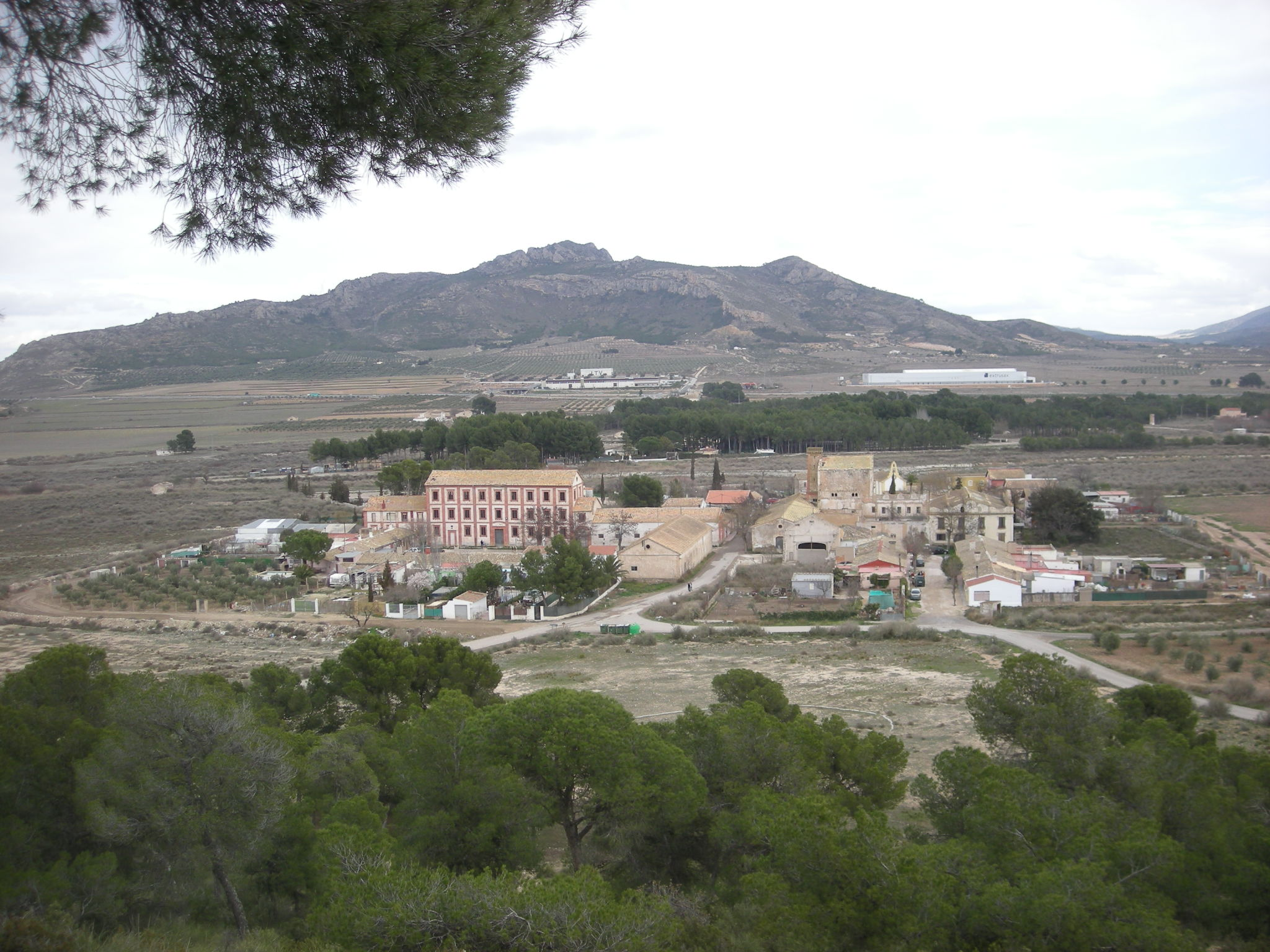
Santa Eulalia y, al fondo, la Peña Rubia, al pie de la cual se hallan las cuevas.

Las cuevas de la Huesa Tacaña están situadas al sur de Villena (Alicante), en una zona de gran importancia estratégica por el que discurre el cauce del Vinalopó, así como la autovía A-31, cuyo recorrido en este punto seguía en la Antigüedad la Vía Augusta. Se trata de un conjunto de dos cuevas casi contiguas, la cueva Grande y la cueva Pequeña, que se hallan en las estribaciones SO de la Peña Rubia, a unos 2 km al este de la Colonia de Santa Eulalia. En ellas se han hallado restos arqueológicos desde el paleolítico al mesolítico.
- Cueva Grande de la Huesa Tacaña: En el yacimiento se ha encontrado gran cantidad de buriles, un buen número de láminas con cresta, algunas láminas de borde rebajado y unos cuantos raspadores, que marcan ocupación especialmente en el período gravetiense, aunque con materiales que van desde el paleolítico superior al epipaleolítico.

- Cueva Pequeña de la Huesa Tacaña: Se ha halló gran cantidad de trapecios, dos microburiles y algunas laminillas, todo ello encuadrado en el epipaleolítico y mesolítico.

Cerca de las cuevas, pero ya en el exterior, han aparecido puntas, raederas, perforadores, muescas y denticulados. Estos hallazgos ampliaron hacia el sur la distribución geográfica y el conocimiento sobre este horizonte tecnológico y cronológico. Los hallazgos están conservados en el Museo Arqueológico de Villena.